# Małolat
Małolat (також відомий як Michał Kapliński) — польський репер, який народився 7 лютого 1984. Małolat має брата, який також є репером, більш відомим як Pezet.
У 1998 році виграв конкурс Super MC, в якому головним призом стала поява спільного альбому Hip-hopowy raport z osiedla w najlepszym wydaniu. В альбомі звучала пісня "Miłość braterska", яку Małolat записав разом із гуртом Płomień 81 (членом якого був його брат). Пізніше Małolat також з'явився на перших двох дисках гурту Płomień 81, а також на обох частинах альбому Kompilacja, виконавця O$ka. У 2003 році Малалат розпочав запис спільного альбому з виколнавцем на ім'я Ajron. Альбом був випущений на початку 2005 року і називався W pogoni za lepszej jakości życiem.

## Дискографія
| Назва                                                                                          | Подробиці щодо альбому                                                                             | Найвищі місця в чартах (POL) | Продажі        | Нагороди    |
| ---------------------------------------------------------------------------------------------- | -------------------------------------------------------------------------------------------------- | ---------------------------- | -------------- | ----------- |
| Żądło (співвиконання з Ciech)                                                                  | - Дата випуску: 2004 - Лейбл: Самостійний випуск - Формат: CD                                      | -                            |                |             |
| W pogoni za lepszej jakości życiem (співвиконанная з Ajron)                                    | - Дата випуску: 6 січня, 2005 - Лейбл: Prosto - Формат: CD, цифрове завантаження                   | 14                           |                |             |
| Dziś w moim mieście (співвиконанная з Pezet)                                                   | - Дата випуску: 2 жовтня, 2010 - Лейбл: Koka Beats, Fonografika - Формат: CD, цифрове завантаження | 5                            | - POL: 15,000+ | - POL: Gold |
| Live in 1500m2 (співвиконанная з Pezet)                                                        | - Дата випуску: 5 червня, 2012 - Лейбл: Koka Beats, EMI - Формат: CD, цифрове завантаження         | -                            |                |             |
| "-" означає, що запис не зайняв високі місця в чартах, або не був випущений на даній території | |                              |                |             |